# Caradrina alpina
Caradrina alpina är en fjärilsart som beskrevs av Hartig 1938. Caradrina alpina ingår i släktet Caradrina och familjen nattflyn. Inga underarter finns listade i Catalogue of Life.